# Корупција у Србији
Анкетирани становници Србије сматрају да је ниво корупције висок, а поверење јавности у кључне институције остаје ниско.

## Динамика
Јавне набавке, процеси запошљавања у јавној управи, рударство и железнички послови су сектори са озбиљним проблемом сукоба интереса. Европска комисија је изразила забринутост због сектора правосуђа, полиције, здравства и образовања у Србији који су посебно осетљиви на корупцију. Корупција се сматра најпроблематичнијим фактором за пословање у Србији, а следи неефикасна државна бирократија. 

## Антикорупцијски напори
Иако је Србија постигла напредак у истрази случајева корупције на високом нивоу, примена антикорупцијских закона је слаба. Према Глобалном барометру корупције из 2016. године, 22% грађана Србије који су имали контакт са јавним институцијама укљученим у истраживање (саобраћајна полиција, јавно здравство, образовни систем, судови – грађанске парнице, јавне службе које издају службена документа, одељења надлежна за социјалну заштиту), дало је мито најмање једном у претходној години. Индекс перцепције корупције Транспаренси интернашонала за 2017. годину сврстава земљу на 77. место од 180 земаља. Транспарентност Србија је на презентацији закључила да системске мере за спречавање корупције нису спроведене, а репресивне активности у борби против корупције, које су медијски експлоатисане, нису имале судски епилог.
Ниво корупције у Србији је у сталном порасту тако да је током 2023. годне Србија пала на 104. место по Индексу перцепције корупције, који та организација мери сваке године.